# Pisonia calafia
Pisonia calafia (лат.) — вид древесных растений рода Пизония (Pisonia) семейства Никтагиновые (Nyctaginaceae). Синоним этому виду являлся некоторое время, ошибочно принятый за Pisonia calafia — Haematoxylum brasiletto.

## История
Видовой эпитет Pisonia calafia был выбран в честь красоты королевы мифического острова Калифорния, по книге «Las sergas de Esp-landián», написанной около 1510 года, работа Гарси Родригеса де Монтальво (Garci Rodríguez de Montalvo), предположительно вдохновившая завоевателя Эрнана Кортеса (Hernán Cortés), который использовал то же имя для открытой земли около 1535 год.
В 1997 году был обнаружен изолированный вегетативный экземпляр был найден и предварительно идентифицирован как Пизония, так как листья были несколько похожи на растения этого рода, однако они не соответствовали двум виды, которые известны из Нижней Калифорнии: Pisonia flavescens (Brandegee) и Pisonia capitata (S. Wats.) Standl. Летом 2009 года была обнаружена популяция из 30-40 растений этого еще неизвестного вида. Эта популяция регулярно посещалась до тех пор, пока не появились цветы и плоды были доступны для сбора и полной идентификации. Тщательное морфологическое исследование выявили, что оба околоцветника цветка, тычиночные и пестичные, а также соцветия в головчатых соцветиях, показывают сходство с Пизонией. Однако по сравнению с другими описанными видами, анатомия антокарпия несколько отличается тем, что плоды не ребристые (слегка бороздчатые в незрелом виде) и не имеют желез или бородавок. Другое заметное отличие заключается в том, что плодо-поддерживающий структуры цветоножки короче, чем те же структуры в других полуостровных видах Пизонии. Учитывая эти отличительные характеристики, ботаники считают, что эту популяцию следует считать новым видом.
Делегация Ла Рибера, Лагуна Гранде, Лас Лагунас, муниципалитет Лос Кабос. 2,7 км к западу от маяка Пунта-Арена, вдоль прибрежной грунтовой дороги, 11 км между Ла-Риберой и Кабо-Пульмо. В 2012 году впервые опубликовано в «Acta Botanica Mexicana» 101: 84.

## Происхождение
Основной ареал прорастания вида находится на побережье региона Лос-Кабос на полуострове Нижняя Калифорния. Распространяется в субтропических и тропических этого региона. Растет в основном в пустыне или сухом кустарниковом биоме.
Популяция Pisonia calafia состоит из нескольких десятков деревьев. Является эндемиком, больше нигде не встречается в мире, поэтому данный вид подвержен серьезной опасности из-за продолжающегося развития туристического бизнеса. Из-за строительства отеля «Cabo Dorado» на побережье Нижней Калифорнии на данный момент Pisonia calafia находятся под серьезной угрозой исчезновения, а также строительство угрожает будущему кораллового рифа.

## Описание

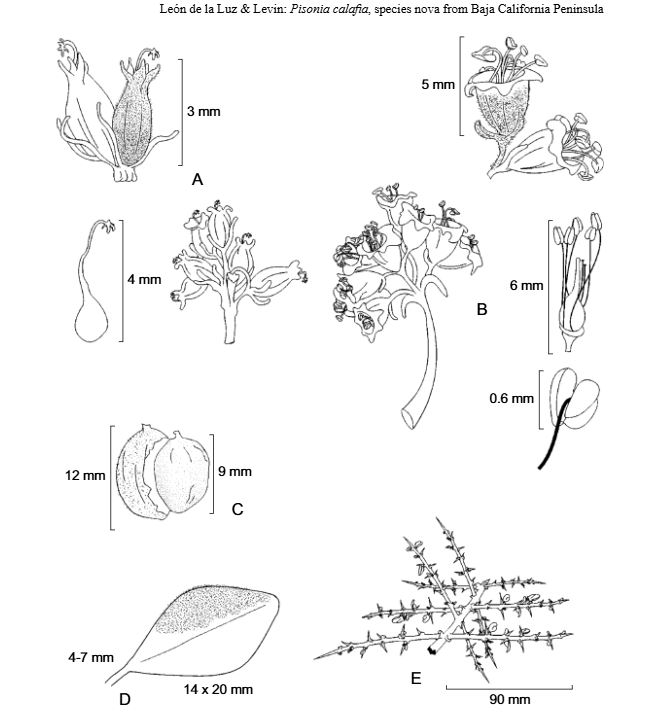
А. Женское соцветие и детали, соцветие кистевидное с шестью цветками, женский цветок с признаками опушения, завязь; B. Мужское соцветие с восемью цветками и деталями, деталь цветка и опушение, тычинки деталь и пестик, деталь пыльника; C. Плод и семя; D. Лист и опушение; E. Ветвление, узор на молодом стебле. Иллюстрация Даниры Леон Кориа (Danira León Coria).

Плотные двудомные кустарники, прямостоячие, высотой до 4 м, образующие несколько стеблей. Подвои, стебли и веточки сероватые, вторичные веточки раскидистые, рисунок положительный, под прямым углом; крепкие и прямые шипы длиной 10 мм, почти противоположные в новых веточках, отсутствуют в старых стеблях. Листья эллиптические или широкоэллиптические, 14 × 20 мм длиной, некоторые клиновидные у основания, черешки 4-7 мм длиной у зрелых листьев, опушенные короткие бархатистые в молодости, с возрастом опушенные. Тычиночные соцветия головчатые, 10-12 цветков в одной кисти, цветонос до 10 мм длиной, цветоножки до 1 мм. 
Околоцветник колокольчатый, 6 мм длиной, 6-лопастной, каждая доля 1 мм длиной; тычинок 6 очередные с долями околоцветника, пыльники двугнездные, прикрепленные кверху, эллиптические 1 мм в диаметре, вывернутые наружу, обычно 1 или 2 редуцированы до стаминодий; тонкие нити срастаются у основания, расположены у основания пестика длиной 3 мм; нижняя часть околоцветника редуцирована до 2 мм или 3 небольших оберточных прицветника; волосяной покров густо короткий бархатистый. Пестичный инфло-соцветия головчатые, собраны в 2-5 кистей, каждая с 4-7 цветками, цветоносы до 20 мм длиной, в период цветения сгущенные, после оплодотворения расширенные, цветоножки короткие менее 1 мм длинный; обертка хорошо дифференцирована, длиной 1-2 мм, по форме от мешковидной до кувшинчатой, очень толстый, с 4-5 ланцетными лопастями длиной менее 1 мм, двухцветный, базальная половина темнее чем верхняя; рыльце несколько выдается вперед, лопастное и нисходящее. Нижняя часть околоцветника состоит из 4 ланцетных листочков-обверточек длиной 1 мм; опушение густое короткое бархатистое; стаминодии отсутствуют. Антокарпий, диклезиум или плод эллиптический, размером от 10-12 до 7-8 мм, округлые у основания, тонко бархатистые, кожистые, нераскрывающиеся, с несколько параллельных продольных линий, предполагающих наличие родовых ребер; каждый плод односемянный. Семена гороховидные, диаметром 6-7 мм, черные. У проростков семядоли разворачиваются из дублирующей позиции.
Одна из главных отличий от других видов — это отсутствие образований борозд и желез на фруктах.

### Цветение
Согласно наблюдениям Хосе Луис Леон де ла Луса у некоторых растений цветки начинаются в июне, обычно самый засушливый месяц, но большинство растений начинают цвести сразу после первого сильного дождя — в августе или сентябре. Зрелые плоды собирают с ноября по январь. В описании одного из его наблюдений в месте, где было обнаружено сразу много деревьев (30-40 экземпляров), ростки не сформировались. Это место находится в конце микробассейна, потому что нет стока воды в море, микробассейн временно затоплен после сильных дождей. Вторая популяция была обнаружена в ручье Ла-Рибера, в нескольких километрах к северо-западу от реки. Другой участок и на нём меньше растений, чем на первом участке. Оба участка находились на высоте 2-4 метра над уровнем моря на песчаном и засоленном грунте.